# Ode to Venus
Ode to Venus – album Czesława Niemena wydany w roku 1973.
Album Ode to Venus zarejestrowano w Monachium. Inżynierem dźwięku był znany później ze współpracy m.in. z Electric Light Orchestra i Queen Reinhold Mack – stąd też tytuł ostatniego utworu.

## Lista utworów
| 1. | „Ode to Venus”                         | 6:37  |
|    |                                        |       |
| 2. | „Puppets”                              | 4:38  |
|    |                                        |       |
| 3. | „From the First Major Discoveries”     | 9:33  |
|    |                                        |       |
| 4. | „What Have I Done”                     | 5:43  |
|    |                                        |       |
| 5. | „Fly Over Fields of Yellow Sunflowers” | 4:02  |
|    |                                        |       |
| 6. | „What a Beautiful Woman You Are”       | 4:20  |
|    |                                        |       |
| 7. | „A Pilgrim”                            | 4:09  |
|    |                                        |       |
| 8. | „Rock for Mack”                        | 2:04  |
|    |                                        |       |
|    |                                        | 41:06 |
|    |                                        |       |

## Skład zespołu
- Czesław Niemen – śpiew, flet, instrumenty klawiszowe,
- Józef Skrzek – organy, fortepian elektryczny, gitara basowa, klarnet, harmonijka ustna, skrzypce, śpiew
- Apostolis Anthimos – gitara
- Jerzy Piotrowski – perkusja